# Bagalur, Sindgi
Bagalur là một làng thuộc tehsil Sindgi, huyện Bijapur, bang Karnataka, Ấn Độ.